# Книга смеха и забвения
«Книга смеха и забвения» (чеш. Kniha smíchu a zapomnění) — роман чешского писателя Милана Кундеры, впервые опубликованный в 1979 году во Франции. Первая часть трилогии, в которую входят также романы «Невыносимая лёгкость бытия» и «Бессмертие». Роман включает в себя семь разных повествований, некоторые из них написаны в традициях магического реализма.